# NGC 5600
NGC 5600 este o galaxie spirală situată în constelația Boarul. A fost descoperită în 17 aprilie 1784 de către William Herschel. Se află la o distanță de 35,7 de megaparseci de Pământ.